# Servio Sulpicio Camerino Rufo
Servio Sulpicio Camerino Rufo (fl. IV secolo a.C.) è stato un militare e politico romano.

## Biografia
Nel 345 a.C. fu eletto console con il collega Marco Fabio Dorsuo. Quando il dittatore Lucio Furio Camillo, dopo aver sconfitto gli Aurunci, rimise la carica, insieme al collega console, ne utilizzò l'esercito per dare battaglia ai Volsci, conquistando la città di Sora.